# Paradisier corvin
Lycocorax pyrrhopterus
Pour les articles homonymes, voir Corvin.
Espèce
Statut de conservation UICN

 LC  : Préoccupation mineure
Statut CITES
Le Paradisier corvin (Lycocorax pyrrhopterus) est une espèce de passereaux appartenant à la famille des Paradisaeidae.

## Répartition et sous-espèces
D'après la classification de référence (version 5.2, 2015) du Congrès ornithologique international, cette espèce est constituée des trois sous-espèces suivantes (ordre phylogénique), endémiques des Moluques du Nord :
- L. p. morotensis Schlegel, 1863 : îles Morotai et Rau, au nord de Halmahera. C’est la sous-espèce la plus grande, elle ressemble à la forme nominale en plus pâle et avec la base des rémiges primaires blanche ;
- L. p. pyrrhopterus (Bonaparte, 1850) : Halmahera et petites îles voisines (Batjan, Kasiruta) ;

## Dénomination
Bonaparte, 1850, avait initialement considéré cette espèce comme un véritable corvidé Corvus pyrrhopterus puis avait créé en 1853, le genre monotypique Lycocorax dont l’étymologie associe les noms grecs du genre du choucas Lycos et de l’espèce du corbeau korax. Le nom spécifique tire sa racine du grec (purrhos : couleur feu) et (pteron : aile).

## Habitat
Le paradisier corvin est inféodé à la forêt de basse altitude, de colline et de moyenne montagne (0 à 1 600 m) ainsi qu’aux zones cultivées ouvertes et parsemées d’arbres, de broussailles, de vergers et de plantations de palmiers (Cocos nucifera). Il a été observé à 800 m d’altitude sur Obi, à 1 500 m sur Halmahera et 1 700 m sur Batjan. Il montre une certaine tolérance aux forêts dégradées par l’homme et fréquente plus rarement les mangroves, les marécages et les zones montagneuses (Ottaviani 2012).

## Alimentation
Le régime alimentaire se compose essentiellement de fruits avec un complément d’arthropodes et les jeunes semblent être également nourris principalement de fruits (Frith & Frith 2009).

## Mœurs
Les paradisiers corvins évoluent seuls ou par paires, occasionnellement jusqu’à cinq individus et, plus rarement, en groupes mixtes avec des pigeons. Ils recherchent leur nourriture à mi-hauteur dans les frondaisons des grands arbres (Frith & Frith 2009). Ils volent dans la canopée à travers la forêt tout en criant bruyamment, se déplaçant d’arbre en arbre avec un battement d’ailes particulier, un vrombissement  bruyant, selon des observateurs locaux (Ottaviani 2012).

## Voix
Différents cris d’alarme et de contact ont été rapportés avec des appels variant d’une île à l’autre. Sur Obi, un wuhk ou wunk ou encore un sonore who-up (auquel répond un autre individu par un puissant hwhoo) ont été décrits. Sur Halmahera, l’appel ressemble à un aboiement de chien woo-up, la seconde note montante et souvent suivie d’un son criard krek ou rek qui peut être émis seul ; avec aussi une double note puissante wu-wnk, kreck rek ou krek kek (Frith & Frith 2009).

## Nidification
En raison de sa proche parenté avec les manucodes, la participation des deux parents aux tâches de la nidification est supposée. La parade nuptiale est inconnue. La période de nidification a lieu de fin-décembre à début-juin mais des spécimens à gonades hypertrophiées ont été signalés pendant d’autres mois. A Halmahera, deux nids contenaient chacun un seul poussin à la mi-avril. Le nid ressemble à celui des manucodes en plus volumineux. Il est suspendu dans une fourche (comme celui des loriots) entre 4 et 15 m de hauteur et confectionné avec des vrilles de vignes et un revêtement interne de nombreux lambeaux de bois. La ponte est apparemment d’un seul œuf. Les soins portés au jeune et son développement restent inconnus (Frith & Frith 2009).

## Statut
L’espèce est considérée comme globalement non menacée, localement commune sur Halmahera, relativement commune ou franchement commune à Obi et Bisa (Frith & Frith 2009).